# Poropanchax
Genre
Poropanchax est un genre de poissons de la famille des Poeciliidae.

## Répartition
Les espèces du genre Poropanchax se rencontrent en Afrique.

## Liste des espèces
Selon World Register of Marine Species (26 janvier 2024) :
- Poropanchax luxophthalmus (Brüning, 1929)
- Poropanchax normani (Ahl, 1928)
- Poropanchax pepo Van Der Zee, Bernotas, Bragança & Stiassny, 2019
- Poropanchax rancureli (Daget, 1965)
- Poropanchax scheeli (Roman, 1971)
- Poropanchax stigmatopygus Wildekamp & Malumbres, 2004

## Classification
Le nom valide complet (avec auteur) de ce taxon est Poropanchax Clausen (d), 1967.

## Étymologie
Le nom générique, Poropanchax, est la combinaison du latin porus, « pore », qui fait référence à la ligne latérale de ces poissons qui présente trois paires de pores, et du suffixe panchax souvent repris pour les pour les killis mais qui pourrait faire ici référence aux deux genres apparentés que sont Micropanchax et/ou Hypsopanchax.

## Publication originale
- (en) Herluf S. Clausen, Tropical Old World cyprinodonts : Reflections on the taxonomy of tropical Old World cyprinodonts, with remarks on their biology and distribution, Danemark, Akademisk Forlag, mars 1967, 64 p..